# 塩谷温
塩谷 温（しおのや おん、1878年7月6日 - 1962年6月3日）は、日本の漢学者。東京帝国大学名誉教授。70代で30代の元芸妓を妻にし、老いらくの恋と騒がれた。

## 来歴
東京市下谷区で漢学者塩谷青山の子として生まれる。号は節山。学習院、第一高等学校を経て、1902年東京帝国大学漢学科を卒業。優等賞を下賜された。一高時代は水泳部に属し、その当時、「デコンショ、デコンショ」と歌う丹波篠山の盆踊り歌をもとに、塩谷がデカルト、カント、ショーペンハウエルの頭文字をとって「デカンショ節」と名付けたとされる。
1905年学習院教授、1906年東京帝国大学助教授。同年からドイツのライプツィヒ大学、清国の北京および長沙に留学し、中国文学研究を行う。1912年に帰国し、1920年元曲に関する研究を提出して文学博士号を授与され、同年東京帝国大学教授となる。
1929年に御講書始を務め、1931年には皇子浴湯の儀で読書役控を務めた。1939年、東京帝国大学を定年退官、名誉教授。同年、正三位に叙される。
1948年に長年連れ添った妻・せつを亡くし、翌年、36歳下の元芸者・菊乃と17年ぶりに再会し、1950年から小田原で同棲を始めて周囲を驚かせたが、翌年菊乃が入水死し新聞沙汰となり、塩谷は週刊朝日に手記「宿命」を発表した。
死後、勲一等瑞宝章を授与された。

## 研究内容・業績
元の「全相平話」や明の白話小説集『古今小説』（「三言」の一書）を再発見するなど、中国近世の小説・戯曲の研究・紹介に多大な業績を残した。また『新字鑑』は標準的な漢語辞典として長く愛用された。

## 家族・親族
漢学者の家系に産まれ、大伯父は塩谷宕陰、父塩谷青山も漢学者であった。弟の山井良は山井家に婿入りし、その子は東京大学名誉教授山井湧である。娘は漢文学者の辛島驍に嫁ぎ、辛島昇を儲けた。
妻の節子は佐原伊能氏の娘で、1921年に結婚し、塩谷との間に二男三女を儲けたが、1948年に死去。
1949年に日本橋の料亭喜楽で、越後長岡の芸者から料理屋の住み込み女中に身をやつした37歳の長谷川菊乃（晩香、1914-1951）と17年ぶりに再会し、菊乃が半玉時代に宴席で塩谷に書いてもらった「嬌羞花解語」なる色紙を持ち続けていたことに感激し、菊乃に求婚、入籍には至らなかったものの、1950年から小田原で同棲を始め、門下生を集めて漢文素読会を開くなど幸せな時間を過ごしたが、1年半後に荒久海岸を散歩中、菊乃が行方不明となり、伊東海岸で水死体で発見された。遺書があった、ポケットに石が入れてあった、草履が揃えられていたなどから自殺とされたが、塩谷自身は死者への侮辱であると否定した。なお、永井荷風は1949年の塩谷・菊乃結婚の新聞記事を見て『断腸亭日乗』に「老健羨むべし」と記した。

## 著作

### 著書
- 『支那文学概論講話』大日本雄弁会、1919
- 『朗吟詩選』弘道館、1930
- 『学生必吟』弘道館、1933
- 『興国詩選 皇朝篇 漢土篇』弘道館、1931-34
- 『元曲 漢文講座』、1934
- 『王道は東より』弘道館、1934
- 『詩経講話』弘道館、1935
- 『頼山陽と日本精神』（日本精神叢書）文部省思想局 日本文化協会、1936
- 『皇国漢文選 弘道館記述義・新論鈔』目黒書店、1936
- 『皇国漢文選慎思録・言志四録鈔』目黒書店、1936
- 『楠公と頼山陽』多田正知共著 蒼竜閣、1937
- 『孔子の人格と教訓』開隆堂、1938
- 『漢詩と日本精神』（日本精神叢書）教学局、1938
- 『新字鑑』新字鑑刊行会、1939
- 『作詩便覧』弘道館、1940
- 『大東亞戰役詩史』弘道館圖書、1944
- 『支那文学概論』弘道館、1946-47、新編「中国文学概論」講談社学術文庫 1983
- 『天馬行空』日本加除出版、1956